# Błonie
Błonie [pronunciación en polaco: /ˈbwɔɲe/] Es un pueblo en el distrito administrativo de Gmina Lubień Kujawski, dentro del Distrito de Włocławek, Voivodato de Cuyavia y Pomerania, en el norte-centro de Polonia. Se encuentra aproximadamente 7 kilómetros al sur de Lubień Kujawski, 35 kilómetros al sur de Włocławek, y 85 kilómetros al sureste de Toruń.